# Julie (pel·lícula de 1956)
 Julie és una pel·lícula estatunidenca d'Andrew L. Stone, estrenada el 17 d'octubre de 1956. Segons la distribuïdora MGM la pel·lícula va obtenir uns ingressos de $1,415,000 als Estats Units i el Canada i $1,185,000 a la resta del món, obtenint un balanç profitós de $604,000.

## Argument
Una dona atemorida i amenaçada de mort lluita per escapar de les grapes del seu marit, un home de personalitat psicòpata i obsessiva, quan descobreix que ell va assassinar el seu primer espòs simulant un suïcidi.

## Repartiment
- Doris Day: Julie Benton
- Louis Jourdan: Lyle Benton
- Barry Sullivan: Cliff Henderson
- Frank Lovejoy: Detectiu Tinent Pringle
- Jack Kelly: Jack (copilot)
- Ann Robinson: Valerie
- Barney Phillips: Doctor
- Jack Kruschen: Detectiu Mace
- John Gallaudet: Detectiu Sergent Cole
- Carleton Young: Funcionari de la torre de control d'aeroport
- Hank Patterson: Ellis
- Ed Hinton: Capità del vol 36
- Harlan Warde: Detectiu Pope
- Aline Towne: Denise Martin
- Eddie Marr: Funcionari de Companyia aèria
- Joel Marston: Mecànic
- Mae Marsh: Passatgera Histèrica

## Nominacions[calcitació]
- 1957. Oscar a la millor cançó original per Leith Stevens (música) i Tom Adair (lletra) per la cançó "Julie".
- 1957. Oscar al millor guió original per Andrew L. Stone